# De Mepsche
De Mepsche is een adellijk jonkergeslacht uit de Nederlandse provincie Groningen.
De familie De Mepsche wordt voor het eerst vermeld aan het einde van de 13e eeuw, de oudste bekende De Mepsche is Roelof de Mepsche, Burgemeester te Groningen, overleden in 1493.
In later eeuwen verspreidden de familieleden zich over de Ommelanden waar zij als hoofdelingen en jonkers op de karakteristieke borgen van de regio woonden.
Het geslacht is nauw verwant met meerdere aanzienlijke, adellijke geslachten in Nederland, zoals Addinga, Coenders, Lewe, Manninga, Clant, Rengers, Ripperda, Sickinghe en Wicheringe.

## Telgen
- Rudolf de Mepsche
- Johan de Mepsche